# Knackerlerche
Die Knackerlerche (Ramphocoris clotbey) ist eine Art aus der Familie der Lerchen. Ihr Verbreitungsgebiet liegt im Norden Afrikas. Es handelt sich um eine mittelgroße, sehr kräftig und kompakt gebaute Lerche mit einem Kernbeißer-ähnlichen Schnabel. Sie ist auf Grund ihres Schnabels mit keiner anderen Lerchenart zu verwechseln. Man unterscheidet keine Unterarten.
Die Bestandssituation der Knackerlerche wird von der IUCN mit ungefährdet (least concern) eingestuft. Benannt ist sie nach dem französischen Arzt Antoine Barthélémy Clot (Clot Bey, 1793–1868).

## Merkmale
Die Knackerlerche erreicht eine Körperlänge von etwa 17 bis 18 Zentimetern, wovon beim Männchen zwischen 5,7 und 6,4 Zentimeter und beim Weibchen 5,3 bis 5,8 Zentimeter auf den Schwanz entfallen. Der Schnabel misst vom Schädel aus beim Männchen zwischen 1,78 und 2,2 Zentimeter, beim Weibchen dagegen zwischen 1,8 und 2,2 Zentimeter. Es besteht neben dem Größenunterschied auch in der Gefiederfärbung ein Geschlechtsdimorphismus.
Das Männchen der Knackerlerche hat einen rosabraunen Kopf, das Auge ist fein eingefasst, ein sehr schmaler Überaugenstreifen beginnt an der Basis des Oberschnabels und verläuft über dem Auge bis zum Hinterkopf. Die Wangen und Ohrdecken sind schwarz mit einem großen weißen Fleck. Ein kleinerer zweiter weißer Fleck findet sich an der Schnabelbasis. Die Körperoberseite entspricht in der Färbung dem Kopf. Das Kinn ist weiß. Kehle, Kropf und Brust haben einen weißlichen Ton und sind kräftig schwarz gestreift. Der Unterbauch und die Oberschwanzdecken sind weißlich bis rahmweiß. Die Handschwingen sind graubraun bis schwarzbraun und haben teils weiße Außenfahnen oder breite weiße Spitzen. Die Armschwingen sind schwarzbraun mit weißen Abzeichen, die gemeinsam ein weißes Flügelband bilden. Die Flügeldecken sind dunkelbraun bis dunkelgrau und teils breit weißlich oder gelbbraun gesäumt. Das mittlere Steuerfederpaar ist hellbraun bis rötlich-zimtfarben mit einem dunkelbraunen Endband. Die sechste (äußerste) Steuerfeder ist überwiegend rahmweiß, hat jedoch einen schwärzlich-braunen Fleck am Ende der Innenfahne. Die übrigen Steuerfedern sind zimtfarben und werden zur Schwanzseite hin heller.
Das Weibchen ist insgesamt etwas blasser gezeichnet, die Abzeichen auf der Körperunterseite sind bei ihm bräunlicher.
Der kräftige kegelförmige Schnabel ist bei beiden Geschlechtern hornfarben. Er weist in der Schneidemitte des Unterschnabels eine zahnartige Einbuchtung auf. Die Nasenlöcher sind mit Borsten bedeckt. Der Nagel der Hinterzehe ist nur flach gebogen und entspricht in der Länge nur knapp der Hinterzehe.

## Verbreitungsgebiet und Lebensraum

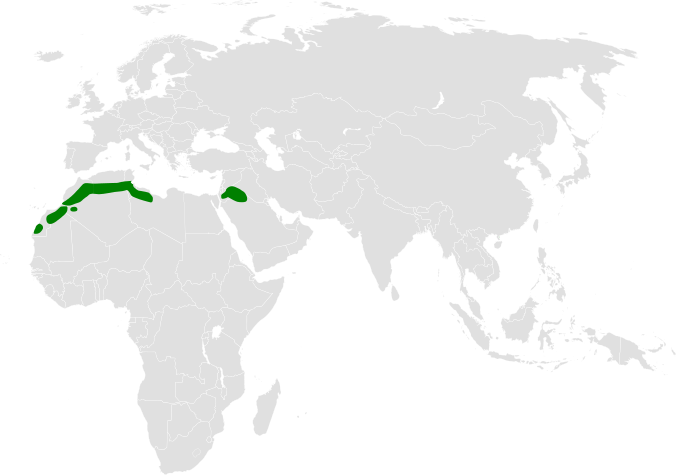
Verbreitungskarte der Knackerlerche

Die Knackerlerche kommt im Norden Afrikas vor. Zu ihrem Verbreitungsgebiet gehören die Westsahara, Marokko, Algerien, Tunesien und der Nordwesten von Libyen. In Ägypten, Israel, Jordanien, Syrien, dem Irak und Nordarabien ist sie seltener und nur gelegentlich ein Brutvogel. Die Knackerlerche ist grundsätzlich ein Standvogel, außerhalb der Brutzeit schweifen aber viele Individuen weit umher und sind dann auch außerhalb ihres Brutgebietes und in Lebensräumen anzutreffen, die für sie untypisch sind. So sind Knackerlerchen von Januar bis April beispielsweise in Kuwait zu beobachten.
Der Lebensraum der Knackerlerche sind Wüsten, sie besiedelt vor allem die Hammada. Die Oberfläche dieses Wüstentyps ist mit blockigem kantigem Schutt- oder Felsmaterial dicht übersät, das sich als Ergebnis der physikalischen Verwitterung und der Auswehung des Feinmaterials hier angesammelt hat. Außerhalb der Brutzeit ist sie auch in weniger ariden Lebensräumen anzutreffen.

## Lebensweise

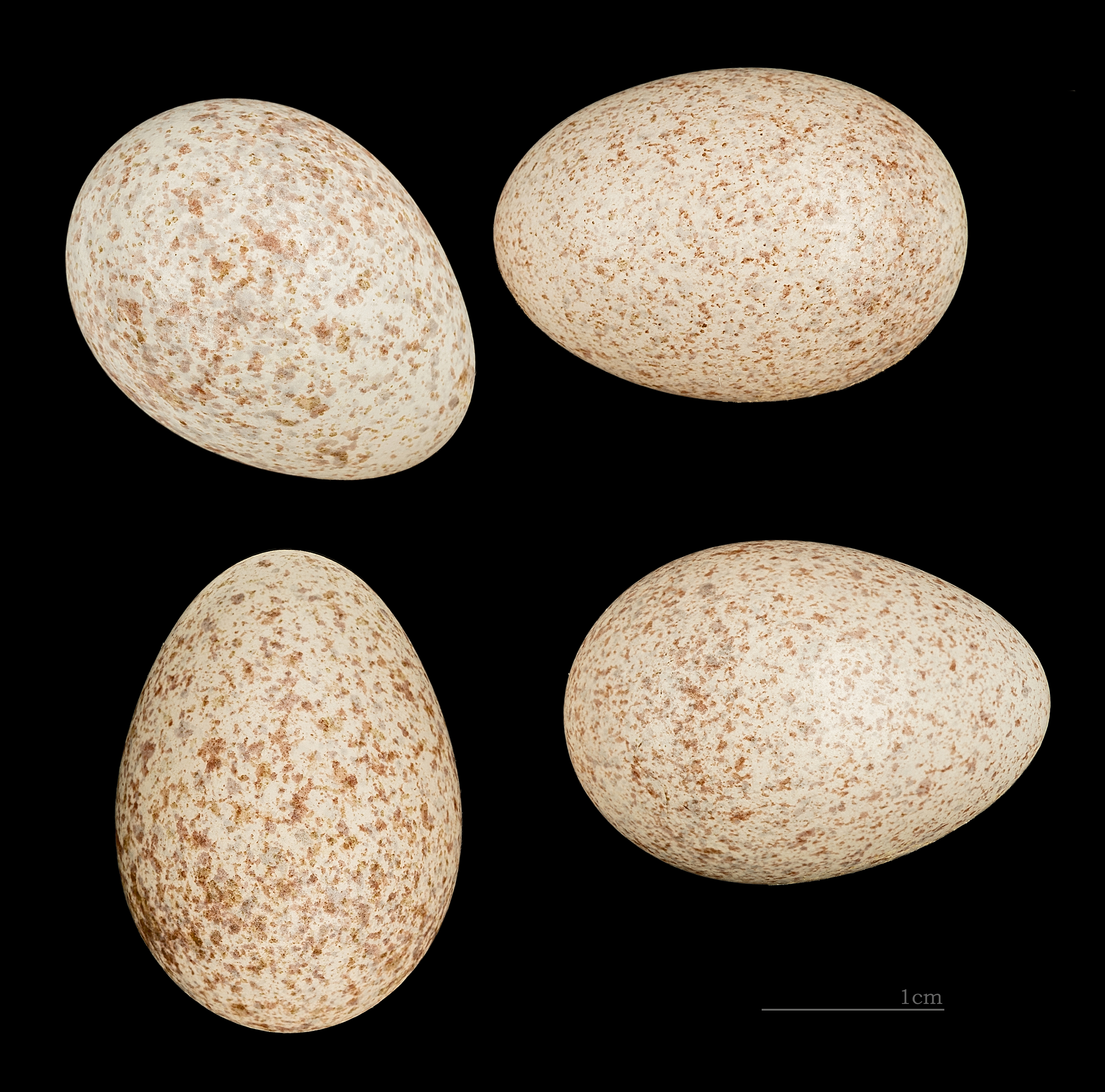
Eier der Knackerlerche

Die Knackerlerche frisst Samen, grünes Pflanzenmaterial und Insekten. Rudolf Pätzold vermutet, dass der kräftige Schnabel zum Knacken des Chitinpanzers größerer Käfer dient. Bei Magenuntersuchungen hat man neben Pflanzenmaterial von Plantago ovata und Euphorbien und Samen aber auch schon einmal Eidechsen nachgewiesen.
Die Brutzeit fällt in den Zeitraum von Mitte März bis Ende Mai. Wie alle Lerchen ist auch die Knackerlerche ein Bodenbrüter. Das Gelege besteht aus drei bis fünf Eiern.

## Einzelbelege
1. 1 2 3 4  Pätzold: Kompendium der Lerchen. S. 215.
2. ↑  Pätzold: Kompendium der Lerchen. S. 212.
3. ↑  Pätzold: Kompendium der Lerchen. S. 213.
4. ↑  Pätzold: Kompendium der Lerchen. S. 211.